# دانشگاه زابل
دانشگاه زابل، یکی از دانشگاه‌های دولتی ایران در شهر زابل است. این دانشگاه دارای ۹ دانشکده، ۲ آموزشکده، ۵ پژوهشکده، ۱ مرکز تحقیقاتی و ۸۱ رشتهٔ تحصیلی می‌باشد؛ که حدود ۱۵٬۰۰۰ نفر دانشجو در آن مشغول به تحصیل هستند.

## تاریخچه
آموزش عالی در سیستان با بنیان‌گذاری دانشکدهٔ کشاورزی در سال ۱۳۵۹ با پذیرش ۵۰ دانشجوی بومی استان فعالیت خود را در شهرستان زابل آغاز نمود. با بازگشایی مؤسسات آموزش عالی پس از انقلاب فرهنگی فعالیت خود را در سال ۱۳۶۲ با عنوان آموزشکدهٔ کشاورزی با پذیرش ۴۰ نفر در رشتهٔ امور زراعی ادامه داده و در سال ۱۳۶۶ رشتهٔ امور دامی نیز به این مجموعه افزوده شد. در سال ۱۳۶۸ با توجه به نیاز مبرم منطقه، مجوز تبدیل آموزشکدهٔ به دانشکده صادر و از مهر ماه ۱۳۶۹ با پذیرش دانشجو در مقطع کارشناسی دو رشتهٔ دامپروری و اصلاح نباتات وارد مرحلهٔ جدیدی گردید. در سال ۱۳۷۸ با مساعدت مسولان جهت تأمین نیروی انسانی متخصص و توسعهٔ همه‌جانبهٔ منطقهٔ، دانشگاه زابل با امکانات و تجهیزات اولیه بنیان‌گذاری گردید.

## دانشکده‌ها

### دانشکدهٔ کشاورزی

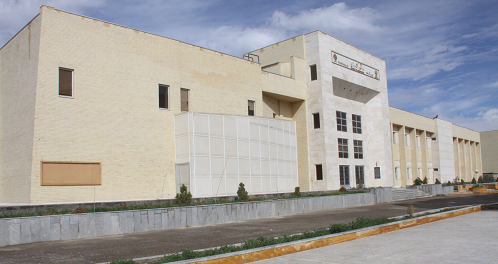
دانشکدهٔ کشاورزی

آموزش عالی در سیستان در سال ۱۳۵۹ با بنیان‌گذاری آموزشکدهٔ کشاورزی آغاز شد. پس از انقلاب فرهنگی در سال ۱۳۶۳ رشتهٔ تولیدات گیاهی و در سال ۱۳۶۷ رشتهٔ تولیدات دامی ایجاد گردید. در سال ۱۳۶۹، با توجه به نیاز منطقه این آموزشکده به دانشکده تبدیل شد و از سال ۱۳۷۰ در مقطع کارشناسی علوم دامی و زراعت اقدام به پذیرش دانشجو نمود. اکنون این دانشکده، شامل ۷ گروه آموزشی است که دانشجویان با استعداد را در مقاطع کارشناسی، کارشناسی ارشد و دکترا جذب می‌نماید.
| گروه آموزشی                | رشته | مقطع                            |
| -------------------------- | --- | ------------------------------- |
| زراعت                      | زراعت آگروتکنولوژی گرایش فیزیولوژی گیاهان زراعی آگروتکنولوژی گرایش اکولوژی گیاهان زراعی آگرواکولوژی             | کارشناسی کارشناسی ارشد و دکتری  |
| علوم دامی                  | علوم دامی علوم دامی گرایش تغذیهٔ دام علوم دامی گرایش تغذیهٔ طیور علوم دامی گرایش ژنتیک و اصلاح دام و طیور         | کارشناسی کارشناسی ارشد و دکتری  |
| گیاه پزشکی                 | گیاه پزشکی حشره‌شناسی بیماری‌شناسی گیاهی                                                                          | کارشناسی کارشناسی ارشد و دکتری  |
| صنایع غذایی                | صنایع غذایی زیست فناوری مواد غذایی فناوری مواد غذایی                                                            | کارشناسی کارشناسی ارشد          |
| اقتصاد کشاورزی             | اقتصاد کشاورزی سیاست و توسعه محیط‌زیست و منابع طبیعی                                                             | کارشناسی کارشناسی ارشد دکتری    |
| اصلاح نباتات و بیوتکنولوژی | تولید و ژنتیک گیاهی ژنتیک و به نژادی گیاهی بیوتکنولوژی کشاورزی                                                  | کارشناسی کارشناسی ارشد و دکتری  |
| مهندسی فضای سبز و باغبانی  | علوم باغبانی مهندسی فضای سبز علوم و مهندسی باغبانی- گیاهان دارویی علوم و مهندسی باغبانی- تولید محصولات گلخانه‌ای | کارشناسی کارشناسی کارشناسی ارشد |
| ترویج و آموزش کشاورزی      | ترویج و آموزش کشاورزی                                                                                           | کارشناسی                        |

### دانشکدهٔ هنر و معماری

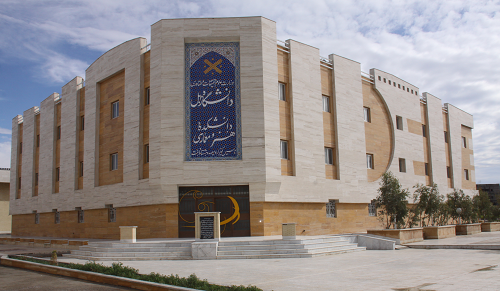
دانشکده هنر و معماری

دانشکدهٔ هنر دانشگاه زابل به همت دکتر حبیب‌الله دهمرده رئیس وقت دانشگاه در سال ۱۳۸۰ بنیان‌گذاری شد.
فعالیت آموزشی دانشکده از نیم‌سال دوم سال تحصیلی ۸۰–۸۱ با پذیرش دانشجو در مقطع کاردانی باستان‌شناسی ومعماری آغاز گردید سپس در نیم‌سال دوم سال تحصیلی ۸۱–۸۲ در مقطع کارشناسی مرمت آثار تاریخی و همچنین کارشناسی ناپیوستهٔ معماری اقدام به پذیرش دانشجو نمود. با پذیرش دانشجو در مقطع کارشناسی معماری در سال ۸۸ و کارشناسی شهرسازی در سال ۸۹ و کارشناسی نمایش در سال ۹۴ هم‌اکنون پنج گروه درسی در دانشکده وجود دارند. در ابتدای سال تحصیلی ۹۷/۹۸ حدود ۴۰۰ دانشجو در این دانشکده مشغول به تحصیل هستند.
| گروه آموزشی      | رشته              | مقطع     |
| ---------------- | ----------------- | -------- |
| معماری           | معماری            | کارشناسی |
| شهرسازی          | شهرسازی           | کارشناسی |
| باستان‌شناسی      | باستان‌شناسی       | کارشناسی |
| مرمت آثار تاریخی | مرمت آثار تاریخی  | کارشناسی |
| هنرهای نمایشی    | بازیگری کارگردانی | کارشناسی |

### دانشکدهٔ ادبیات و علوم انسانی
توسعهٔ نظام آموزش عالی شمال استان با تبدیل دانشکدهٔ کشاورزی به دانشگاه زابل در سال ۱۳۷۸ به نقطهٔ اوج خود رسید. پیش از آن و از سال ۱۳۷۶، دانشگاه زابل آغاز به پذیرش دانشجو در رشتهٔ زبان و ادبیات عربی نمود، متعاقب آن در سال ۱۳۷۸ و هم‌زمان با بنیان‌گذاری دانشگاه زابل، رشتهٔ زبان و ادبیات فارسی نیز بدان اضافه گردید. همراستا با توسعهٔ نظام آموزش عالی در شمال استان، دانشکدهٔ ادبیات و علوم انسانی سرانجام در سال ۱۳۷۹ رسماً بنیان‌گذاری گردید. در حال حاضر ۹ گروه آموزشی، گروه زبان انگلیسی، ادبیات فارسی، ادبیات عربی، حقوق، جغرافیا، تربیت بدنی، علم اطلاعات و دانش‌شناسی، تاریخ و معارف در دانشکده فعالیت می‌کنند.
هم‌اکنون در دانشکدهٔ ادبیات و علوم انسانی ۹ گروه آموزشی و ۱۱ رشتهٔ تحصیلی کارشناسی و ۴ رشتهٔ تحصیلی در کارشناسی ارشد فعالیت دارند. این دانشکده در حال حاضر تعداد ۷۰ عضو هیئت علمی، ۸ دانشیار، ۳۶ استادیار و ۳۰ مربی، ۱۰ نفر کارشناس گروه آموزشی، ۸ نفر کادر اداری و خدماتی، ۱٬۵۱۰ دانشجوی کارشناسی، ۹۷ دانشجوی کارشناسی ارشد دارد.

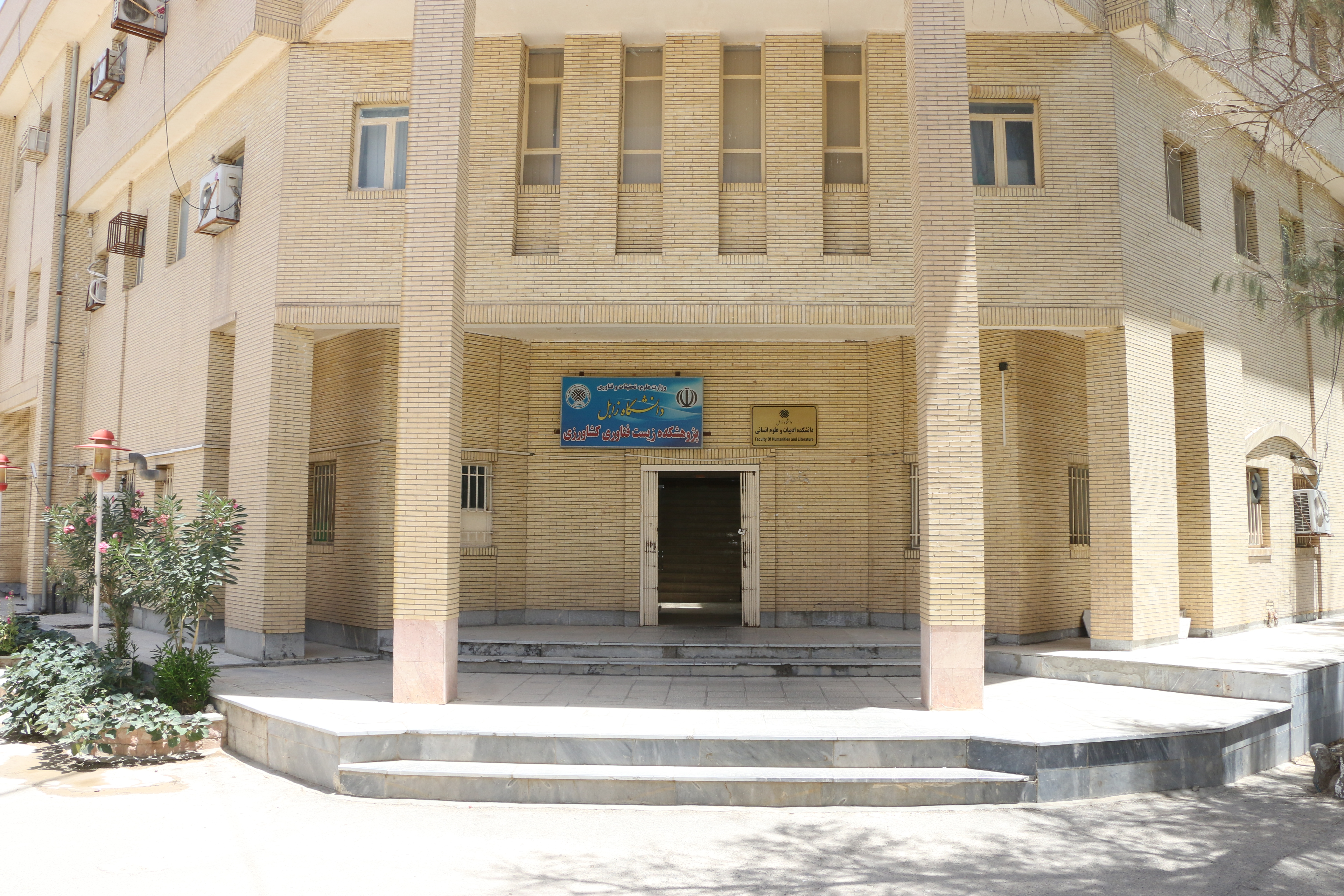
دانشکدهٔ ادبیات و علوم انسانی

مزید بر آن، هم‌اکنون خدمات آموزشی کلیهٔ دروس عمومی معارف اسلامی، زبان انگلیسی و فارسی عمومی، برای کلیهٔ رشته‌های آموزشی دانشگاه زابل و در کلیهٔ مقاطع از طریق این دانشکده ارائه می‌گردد. اعضای هیئت علمی این دانشکده با برخی نهادها و سازمان‌های اجرایی در سطح کشور و استان همکاری دارند و در این دانشکده طرح‌های مشترک آموزشی-تحقیقاتی و مشاوره‌های در زمینه‌های مختلف به انجام رسیده است، همچنین این دانشکده در برگزاری سمینارها و کنگره‌های علمی بسیار فعال بوده و تاکنون گردهمایی، هم‌اندیشی و سخنرانی‌های علمی زیادی در دانشکده برگزار شده است.
| گروه آموزشی             | رشته | مقطع                              |
| ----------------------- | --- | --------------------------------- |
| حقوق                    | حقوق | کارشناسی                          |
| جغرافیا                 | جغرافیا جغرافیا و برنامه‌ریزی روستایی - برنامه‌ریزی کالبدی-فضایی جغرافیا و برنامه‌ریزی روستایی - مدیریت توسعه پایدار روستایی جغرافیا و برنامه‌ریزی روستایی – توسعه اقتصاد روستایی جغرافیا و برنامه‌ریزی شهری-آمایش شهری جغرافیا و برنامه‌ریزی شهری- محیط‌زیست شهری جغرافیا و برنامه‌ریزی شهری- برنامه‌ریزی مسکن و بازآفرینی شهری جغرافیا و برنامه‌ریزی شهری- کاربری اراضی و ممیزی املاک | کارشناسی کارشناسی ارشد            |
| علوم ورزشی              | علوم ورزشی | کارشناسی                          |
| زبان انگلیسی            | آموزش زبان انگلیسی مترجمی زبان انگلیسی | کارشناسی و کارشناسی ارشد کارشناسی |
| زبان و ادبیات عربی      | زبان و ادبیات عرب | کارشناسی و کارشناسی ارشد          |
| زبان و ادبیات فارسی     | زبان و ادبیات فارسی | کارشناسی و کارشناسی ارشد          |
| علم اطلاعات و دانش‌شناسی | علم اطلاعات و دانش‌شناسی | کارشناسی                          |
| تاریخ                   | تاریخ | کارشناسی                          |
| فقه و حقوق اسلامی       | فقه و حقوق اسلامی | کارشناسی                          |
| معارف اسلامی            | ارائه دروس عمومی | -                                 |

### دانشکدهٔ علوم پایه
دانشکدهٔ علوم پایهٔ دانشگاه زابل در سال ۱۳۸۰ تأسیس گردید. پذیرش دانشجو در رشتهٔ زیست‌شناسی در سه گرایش جانوری، گیاهی و عمومی از سال ۱۳۷۵، در رشتهٔ ریاضی در گرایش‌های محض و کاربردی به ترتیب از سال ۱۳۷۹ و سال ۱۳۸۸ و در رشتهٔ شیمی در گرایش محض از سال ۱۳۸۰ و گرایش کاربردی از سال ۱۳۸۹ آغاز گردید. تا سال ۱۳۸۰ رشته‌های مذکور زیر نظر گروه علوم پایهٔ دانشگاه بودند، در بهمن ماه ۱۳۸۰ با تأسیس دانشکدهٔ علوم پایه، رشته‌های مذکور به این دانشکده منتقل گردیدند. رشتهٔ آمار در مهر ماه ۱۳۸۵ و رشتهٔ فیزیک در مهر ماه ۱۳۸۹ به جمع رشته‌های این دانشکده اضافه گردیدند.

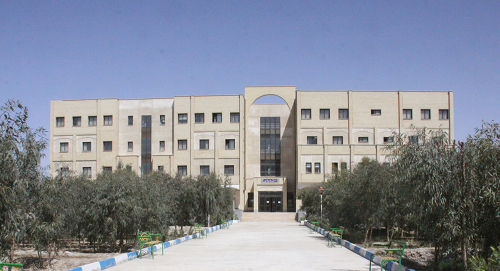
دانشکدهٔ علوم پایه

همچنین این دانشکده از سال ۱۳۸۹ در رشته‌های زیست‌شناسی-ژنتیک و شیمی-تجزیه، از سال ۱۳۹۰ در رشتهٔ شیمی آلی، در مقطع کارشناسی ارشد و همچنین از سال ۹۳ در رشتهٔ زیست‌شناسی-فیزیولوژی گیاهی دانشجو پذیرش می‌کند.

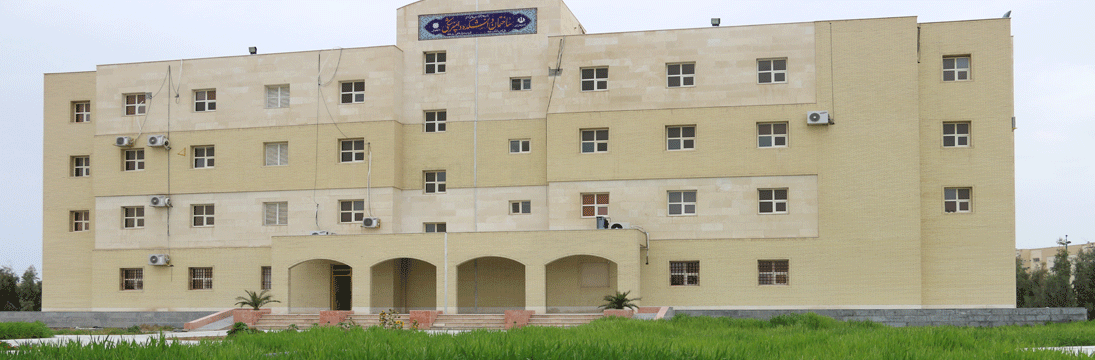
دانشکدهٔ دامپزشکی

| گروه آموزشی | رشته                                                                                       | مقطع                            |
| ----------- | ------------------------------------------------------------------------------------------ | ------------------------------- |
| آمار        | آمار                                                                                       | کارشناسی                        |
| فیزیک       | فیزیک                                                                                      | کارشناسی                        |
| شیمی        | شیمی کاربردی شیمی محض شیمی آلی شیمی تجزیه شیمی فیزیک شیمی معدنی                            | کارشناسی کارشناسی کارشناسی ارشد |
| ریاضی       | ریاضیات و کاربردها علوم کامپیوتر                                                           | کارشناسی کارشناسی               |
| زیست‌شناسی   | زیست‌شناسی سلولی و مولکولی زیست‌شناسی گیاهی زیست‌شناسی جانوری زیست‌شناسی گیاهی-فیزیولوژی ژنتیک | کارشناسی کارشناسی کارشناسی ارشد |

### دانشکدهٔ دامپزشکی
هدف از تأسیس این دانشکده تأمین نیروی انسانی متخصص و ماهر جهت تولید علم و ارائهٔ خدمات بهداشتی، درمانی و تحقیقاتی در زمینه‌های مختلف علوم دامپزشکی و حفظ، توسعه و تأمین بهداشت می‌باشد. گشایش دانشکدهٔ دامپزشکی دانشگاه زابل در سال ۱۳۸۶ فراهم گردید که موافقت اصولی آن در همان سال و موافقت قطعی آن در سال ۱۳۸۷ از سوی شورای گسترش آموزش عالی صادر گردید.
فعالیت‌های آموزشی این دانشکده در ابتدا تحت عنوان آموزشکدهٔ دامپزشکی از مهرماه ۱۳۷۱ با پذیرش دانشجو در مقطع کاردانی دامپزشکی آغاز گردید. در حال حاضر این دانشکده در رشته‌های دکتری عمومی دامپزشکی در دوره‌های روزانه و شبانه، کارشناسی ارشد انگل‌شناسی دامپزشکی، کارشناسی ارشد باکتری‌شناسی، کارشناسی ارشد بهداشت و کنترل مواد غذایی، کارشناسی ناپیوسته علوم آزمایشگاهی دانشجو می‌پذیرد.
| گروه آموزشی | رشته                                                 | مقطع                                     |
| ----------- | ---------------------------------------------------- | ---------------------------------------- |
| دامپزشکی    | دامپزشکی بهداشت و کنترل کیفی مواد غذایی انگل‌شناسی    | دکتری عمومی کارشناسی ارشد                |
| پاتوبیولوژی | علوم آزمایشگاهی علوم آزمایشگاهی دامپزشکی باکتری‌شناسی | کارشناسی کارشناسی ناپیوسته کارشناسی ارشد |

### دانشکدهٔ منابع طبیعی
دانشکدهٔ منابع طبیعی دانشگاه زابل در اسفندماه ۱۳۷۸ با موافقت قطعی شورای گسترش آموزش عالی رسمیت یافت. در حال حاضر این دانشکده با چهار گروه آموزشی در رشته‌های شیلات، محیط زیست، مرتع و آبخیزداری و علوم و صنایع چوب و کاغذ در مقطع کارشناسی و رشته‌های مهندسی منابع‌طبیعی-آبخیزداری، مهندسی منابع طبیعی-مرتعداری، مهندسی منابع طبیعی- تکثیر و پرورش آبزیان، مهندسی منابع طبیعی- فرآوری محصولات شیلاتی، مهندسی منابع طبیعی- بیابان زدایی و مهندسی منابع طبیعی- فراورده‌های چندسازه چوب در مقطع کارشناسی‌ارشد فعالیت می‌کند.
| گروه آموزشی             | رشته | مقطع                   |
| ----------------------- | --- | ---------------------- |
| شیلات                   | علوم و مهندسی شیلات علوم و مهندسی شیلات - تکثیر و پرورش آبزیان علوم و مهندسی شیلات – فرآوری محصولات شیلاتی | کارشناسی کارشناسی ارشد |
| محیط زیست               | علوم و مهندسی محیط زیست علوم و مهندسی محیط زیست- ارزیابی و آمایش سرزمین                                    | کارشناسی کارشناسی ارشد |
| علوم و صنایع چوب و کاغذ | مهندسی صنایع چوب و فراورده‌های سلولزی مهندسی صنایع چوب و فراورده‌های سلولزی- کامپوزیت‌های لیگنوسلولزی         | کارشناسی کارشناسی ارشد |

### دانشکدهٔ فنی و مهندسی

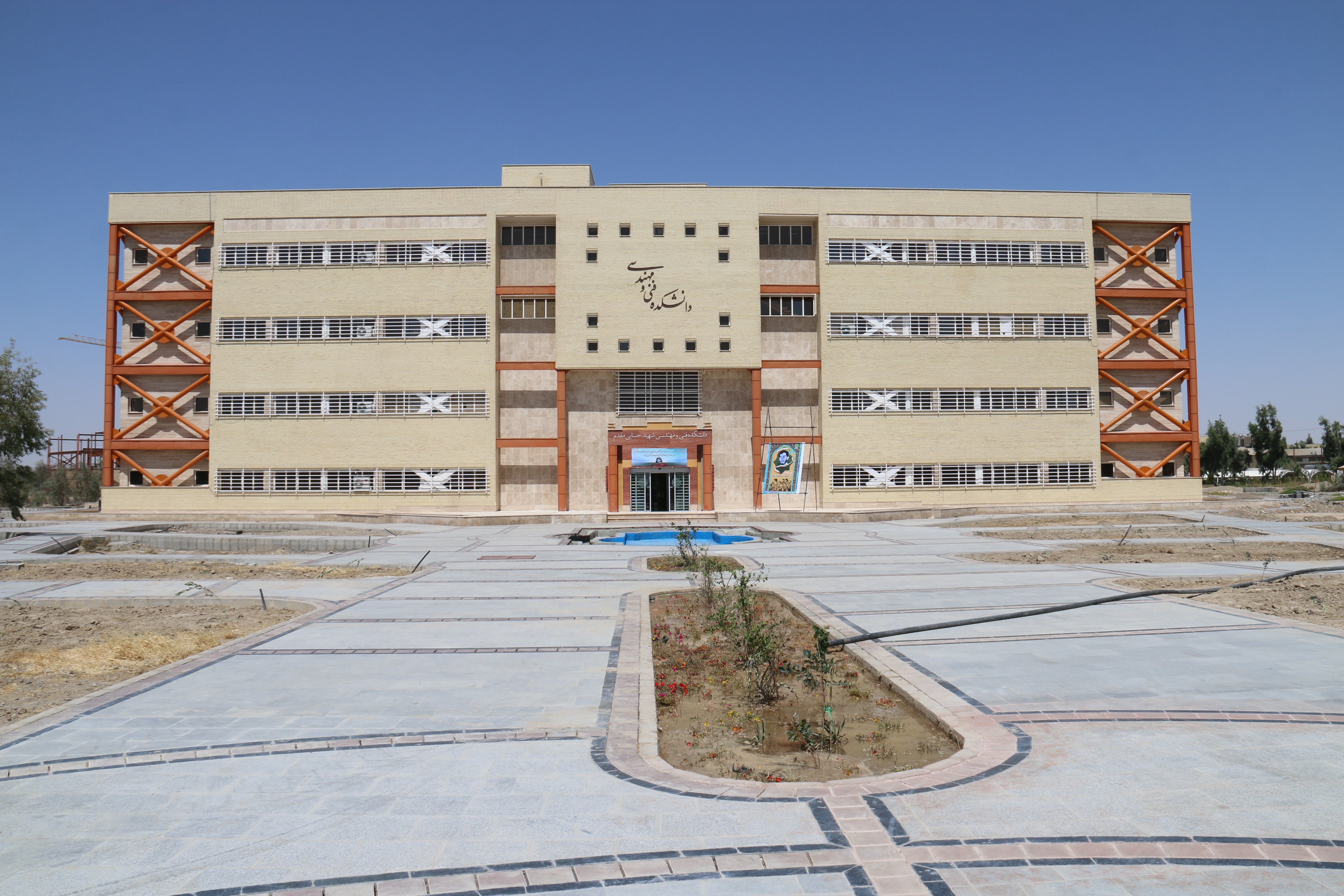
دانشکده فنی و مهندسی شهید حسابی مقدم

سنگ بنای دانشکدهٔ فنی و مهندسی حدود ۱۵ ماه پس از تأسیس دانشگاه زابل در بهمن ماه سال ۱۳۷۹ با پذیرش ۱۷ دانشجو در دو گرایش عمران روستایی و نقشه‌برداری نهاده شد و در مرداد ماه سال ۱۳۸۰ با تصویب شورای گسترش آموزش عالی دانشکدهٔ فنی و مهندسی رسماً تأسیس گردید.
اکنون دانشکدهٔ فنی و مهندسی با بیش از پنجاه عضو هیئت علمی دارای پنج گروه آموزشی: عمران، مکانیک، برق، کامپیوتر و نقشه‌برداری می‌باشد که در گرایش‌های عمران-سازه، عمران-آب و برق-قدرت در مقاطع تحصیلات تکمیلی نیز فعالیت دارد. در نیمهٔ دوم سال ۱۳۹۵ با نقل مکان به ساختمان تازه‌ساخت دانشکدهٔ فنی و مهندسی، نیازهای کالبدی این دانشکده در بخش فضاهای اداری و آزمایشگاهی تا حدود زیادی برآورده گردید و در حال حاضر تجهیز فضاهای مهیا شده و محوطه‌سازی فضاهای اطراف ساختمان در حال پیگیری و در دست انجام می‌باشد.
| گروه آموزشی | رشته                                                                                 | مقطع                   |
| ----------- | ------------------------------------------------------------------------------------ | ---------------------- |
| برق         | مهندسی برق مهندسی برق – سیستم‌های قدرت مهندسی برق –الکترونیک قدرت و ماشین‌های الکتریکی | کارشناسی کارشناسی ارشد |
| عمران       | مهندسی عمران مهندسی عمران - سازه مهندسی عمران - مدیریت منابع آب                      | کارشناسی کارشناسی ارشد |
| مکانیک      | مهندسی مکانیک مهندسی تکنولوژی ساخت و تولید- ماشین ابزار                              | کارشناسی کارشناسی      |
| کامپیوتر    | مهندسی کامپیوتر                                                                      | کارشناسی               |
| نقشه‌برداری  | مهندسی نقشه‌برداری کاردانی فنی عمران                                                  | کارشناسی کاردانی       |

### دانشکدهٔ آب و خاک
دانشکدهٔ آب و خاک در سال ۱۳۸۹ راه‌اندازی شد. در حال حاضر دارای گروه‌های مهندسی آب و علوم خاک و همچنین مهندسی مرتع و آبخیزداری می‌باشد.

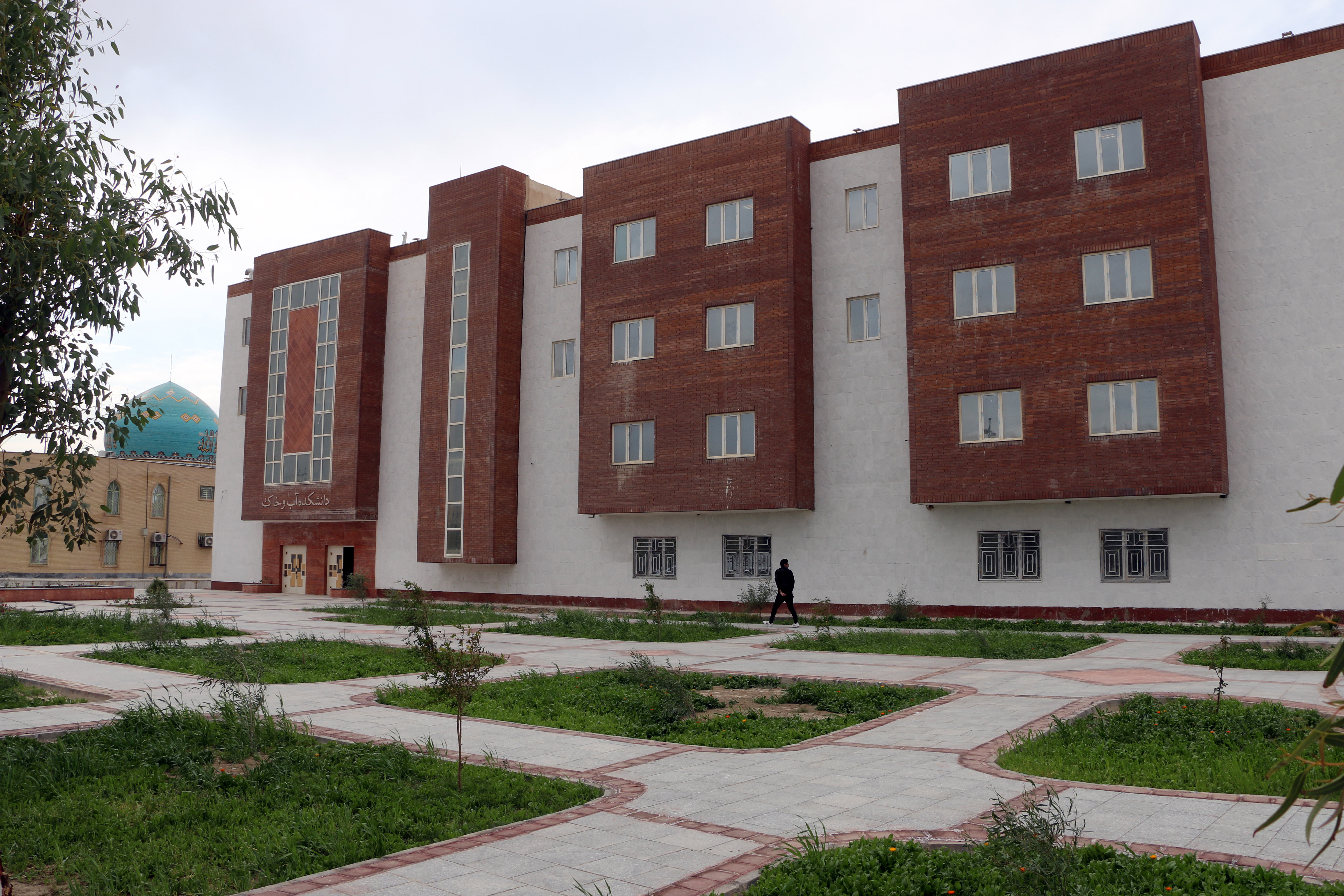
دانشکدهٔ آب و خاک

دانشکده در حال حاضر دارای حدود سی عضو هیئت علمی تمام وقت و دانشجوی بورسیه در مقطع دکترا است. هم‌اکنون حدود ۵۵۰ دانشجو در سه مقطع تحصیلی کارشناسی، کارشناسی ارشد و دکترا در این دانشکده مشغول به تحصیل می‌باشند.
| گروه آموزشی      | رشته | مقطع                                         |
| ---------------- | --- | -------------------------------------------- |
| مهندسی آب        | علوم و مهندسی آب علوم و مهندسی آب- آبیاری و زهکشی علوم و مهندسی آب- سازه‌های آبی علوم و مهندسی آب- منابع آب | کارشناسی کارشناسی ارشد و دکتری کارشناسی ارشد |
| مهندسی خاک       | علوم و مهندسی خاک مدیریت حاصلخیزی و زیست فناوری خاک - شیمی، حاصلخیزی خاک و تغذیه گیاه مدیریت حاصلخیزی و زیست فناوری خاک – بیولوژی و بیوتکنولوژی خاک مدیریت منابع خاک- منابع خاک و ارزیابی اراضی مدیریت منابع خاک- فیزیک و حفاظت خاک | کارشناسی کارشناسی ارشد                       |
| مرتع و آبخیزداری | مهندسی طبیعت علوم و مهندسی آبخیزداری-حفاظت آب و خاک علوم و مهندسی آبخیزداری-آبخیزداری شهری علوم و مهندسی مرتع- مدیریت مرتع علوم و مهندسی مرتع- اصلاح و احیای مرتع مدیریت و کنترل بیابان                                             | کارشناسی کارشناسی ارشد                       |

### دانشکدهٔ فناوری‌های نوین
| گروه آموزشی   | رشته          | مقطع          |
| ------------- | ------------- | ------------- |
| بیوانفورماتیک | بیوانفورماتیک | کارشناسی ارشد |

## امکانات خوابگاهی
با ایجاد و بازسازی ۴ بلوک خوابگاه دانشجویی، ۱۴۲ خوابگاه خودگردان اجاره‌ای از چرخه معاونت دانشجویی و فرهنگی حذف شدند.